# Lista över ledamöter av Högsta domstolen (Sverige)

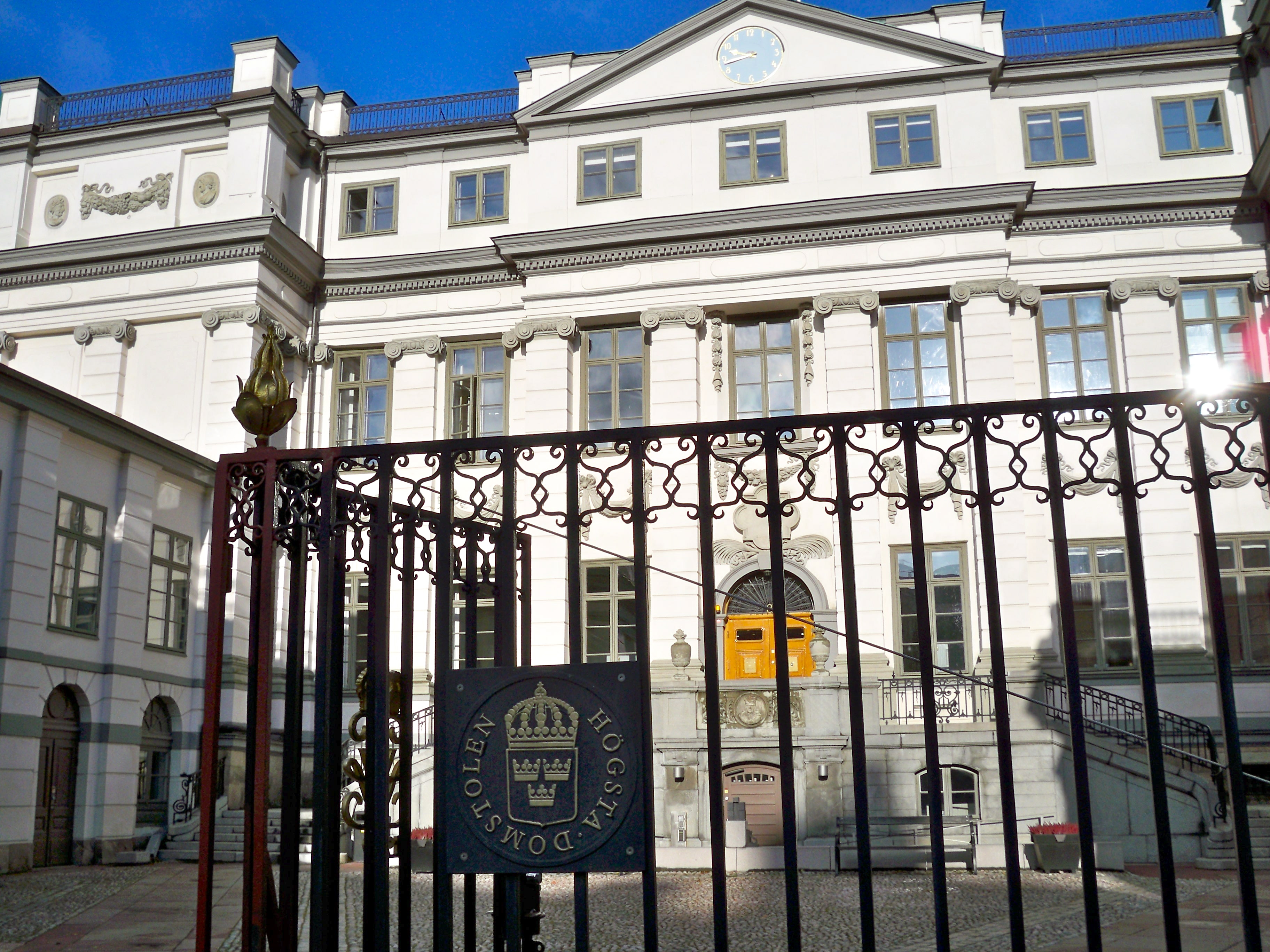
Högsta domstolen i Stockholm.

Den här artikeln är en lista över domare i Högsta domstolen i Sverige. Sedan 1809 har de titeln justitieråd.

## Kronologisk lista
Listan är sorterad efter tillträdesdatum. 
HD = Högsta domstolen jr = justitieråd

### Domare från och med 1789
- 1. Carl Axel Wachtmeister, HD-ledamot 1789–1809, justitiestatsminister och främste ledamot i HD 1809–1810
- 2. Fredrik Sparre, HD-ledamot 1789–1792
- 3. Carl Bonde, HD-ledamot 1789–1791
- 4. Carl Wilhelm von Düben, HD-ledamot 1789–1790
- 5. Olof Malmerfeldt, HD-ledamot 1789–1793
- 6. Axel Johan von Köhler, HD-ledamot 1789–1792 samt 1796–1806
- 7. Johan Evelius, HD-ledamot 1789–1803
- 8. Johan Rogberg, HD-ledamot 1789–1793
- 9. Christer Hoffgaardh, HD-ledamot 1789–1791
- 10. Carl Ullner, HD-ledamot 1789–1793
- 11. Carl Johan Ahnger, HD-ledamot 1789–1791
- 12. Pehr Juslén, HD-ledamot 1789–1793
- 13. Jonas Stockenberg, HD-ledamot 1791–1793 samt 1799–1807
- 14. Axel Fredrik Oxenstjerna, HD-ledamot 1791–1793
- 15. Herman Låstbom, HD-ledamot 1791–1792 samt 1802–1809
- 16. Anders Wallin, HD-ledamot 1791–1793
- 17. Arvid Fredrik Kurck, HD-ledamot 1792–1801
- 18. Casper Ludvig von Böhnen, HD-ledamot 1792–1796
- 19. Axel Erik Gyllenstierna, HD-ledamot 1793–1794
- 20. Axel Christian Reuterholm, HD-ledamot 1793–1796
- 21. Carl Hisinger, HD-ledamot 1793–1796
- 22. Nils af Zellén, HD-ledamot 1793–1794
- 23. Carl Fredrik Widegren, HD-ledamot 1793–1803
- 24. Johan Wilhelm Herlin, HD-ledamot 1793–1794
- 25. Anders Wåhlin, HD-ledamot 1793–1800, justitieråd 1809–1809
- 26. Matthias Calonius, HD-ledamot 1793–1800
- 27. Evert Fredrik Taube, HD-ledamot 1794–1795
- 28. Erik Magnus Lönnrot, HD-ledamot 1794–1796
- 29. Carl Henrik von Ackern, HD-ledamot 1794–1796
- 30. Johan Ludvig von Ehrenheim, HD-ledamot 1795–1796
- 31. Johan Smalén, HD-ledamot 1795–1799
- 32. Fredrik Wilhelm Ridderstolpe, HD-ledamot 1796–1809
- 33. Carl Arvid Hallenborg, HD-ledamot 1796–1800
- 34. Gustaf Mauritz Posse, HD-ledamot 1796–1800
- 35. Karl Johan Norell, HD-ledamot 1796–1803
- 36. Carl Johan Gyllenborg, HD-ledamot 1800–1809
- 37. Adolf Tandefeldt, HD-ledamot 1800–1806
- 38. Erik Walleen, HD-ledamot 1800–1809
- 39. Fredrik Jusleen, HD-ledamot 1800–1803
- 40. Evert Georgii, HD-ledamot 1803–1808
- 41. Samuel Sebenius, HD-ledamot 1803–1809
- 42. Carl Ziervogel, HD-ledamot 1803–18 (såsom justitieråd 1809–1818)
- 43. Erik Johan Bergenhem, HD-ledamot 1805–1809
- 44. Carl Johan Iserhielm, HD-ledamot 1806–17 (såsom justitieråd 1809–1817)
- 45. Henning Adolf von Strokirch, HD-ledamot 1807–10 (såsom justitieråd 1809–1810)
- 46. Anders Lorentz Lundberg, HD-ledamot 1808–1809

### Justitieråd från och med 1809
- 47. Olof Elias Lagerheim, jr 1809–1812
- 48. Fredrik Gyllenborg, jr 1809, justitiestatsminister och främste ledamot i HD 1810–1829
- 49. Wilhelm af Klinteberg, jr 1809–1809
- 50. Jan Eric Nibelius (Palmsvärd), jr 1809–1817
- 51. Olof Theodor Liljevalch, jr 1809–1814
- 52. Gabriel Poppius, jr 1809–1826
- 53. Isac Reinhold Blom, jr 1809–1824
- 54. Magnus Torén, jr 1809–1825
- 55. Gustaf Wathier Hamilton, jr 1809–1826
- 56. Nils Wilhelm Marks von Würtenberg, jr 1810–1817
- 57. Clas Arvid Kurck, jr 1810–1832
- 58. Samuel Noréus, jr 1812–1826
- 59. Johan Henrik Peterson, jr 1814–1833
- 60. Per Adolf Ekorn, jr 1817–1819
- 61. Hans Fredrik Harald Strömfelt, jr 1817–1830
- 62. Josua Sylvander, jr 1818–1826
- 63. Carl Johan Örbom, jr 1818–1831
- 64. Johan Mannerstam, jr 1819–1825
- 65. Jonas Evelius, jr 1824–1833
- 66. Erik Gabriel von Rosén, jr 1825–1836
- 67. Sven Themptander, jr 1825–1847
- 68. Nils Wilhelm Stråle, jr 1826–1851
- 69. Carl Erik Isberg, jr 1826–1845
- 70. Carl Gustaf Hård, jr 1826–1836
- 71. Erik Wilhelm Bredberg, jr 1826–1852
- 72. Mathias Rosenblad, justitiestatsminister och främste ledamot i HD 1829–1840
- 73. Justus Christopher von Lindecreutz, jr 1830–1840
- 74. Gustaf Nyblæus, jr 1831–1848
- 75. Olof Johan Lagerheim, jr 1832–1834
- 76. Carl Henrik Engelhart, jr 1833–1859
- 77. Johan Harder Backman, jr 1833–1858
- 78. Georg Nordenstolpe, jr 1834–1855
- 79. Nils Snoilsky, jr 1836–1857
- 80. Carl Georg Sparre, jr 1836–1852
- 81. Otto Wilhelm Staël von Holstein, jr 1836–1852
- 82. Arvid Mauritz Posse, justitiestatsminister och främste ledamot i HD 1840 (samma år avskaffades justitiestatsministerns ledamotskap i HD)
- 83. Gustaf Adolf Vive Sparre, jr 1840–1847
- 84. Johan Samuel af Rolén, jr 1841–1848
- 85. Carl Christian Schmidt, jr 1845–1858
- 86. Adolf Alexanderson, jr 1847–1870
- 87. Peter Quiding, jr 1847–1862
- 88. Carl Gustaf Hoffstedt, jr 1848–1868
- 89. Axel Fredrik Gyllenhammar, jr 1850–1863
- 90. Claes Ephraim Günther, jr 1851–1856 samt 1858–1861
- 91. Fredrik Iggeström, jr 1852–1869
- 92. Jacob Andreas Christofer Quensel, jr 1853–1875
- 93. John Roy, jr 1855–1858
- 94. Carl Johan Thyselius, jr 1856–1860
- 95. Johan August Södergren, jr 1857–1880
- 96. Victor Cramér, jr 1858–1876
- 97. Gustaf Wilhelm Leuhusen, jr 1858–1882
- 98. Karl Johan Berg, jr 1859–1868
- 99. Ludvig Theodor Almqvist, jr 1860–1867, 1870–1879 samt 1880–1883
- 100. Edvard Carleson, jr 1860–1874 samt 1875–1884
- 101. Waldemar Wretman, jr 1860–1891
- 102. Axel Adlercreutz, jr 1860–1868
- 103. Christian Naumann, jr 1860–1887
- 104. Walfrid Bolin, jr 1861–1877
- 105. Karl Erland von Hofsten, jr 1862–1888
- 106. Julius Rabe, jr 1863–1886
- 107. Arendt Dreijer, jr 1867–1872
- 108. Samuel Rudolf Detlof Knut Olivecrona, jr 1868–1889
- 109. Gerhard Lagerstråle, jr 1868–1875
- 110. Carl Gustaf Strandberg, jr 1868–1874
- 111. Frans Fabian Huss, jr 1869–1889
- 112. Carl Johan Oscar von Segebaden, jr 1872–1886
- 113. Claes Albert Lindhagen, jr 1874–1886
- 114. Carl Frithiof Svedelius, jr 1874–1893
- 115. Carl Gustaf Hernmarck, jr 1875–1897
- 116. August Östergren, jr 1876–1889
- 117. Johan Otto Wedberg, jr 1877–1892
- 118. Gustaf Ryding, jr 1879–1880
- 119. Peter Olof Glimstedt, jr 1880–1898
- 120. Christian Ahlgren, 1882–1898
- 121. Ludvig Annerstedt, jr 1883–1884
- 122. Carl Gustaf Axel Örbom, jr 1884–1888
- 123. Anders Victor Åbergsson, jr 1884–1897
- 124. Ernst Johan Adalbert Herslow, jr 1886–1908
- 125. Anders Reinhold Skarin, jr 1886–1906
- 126. Alfred August Norberg, jr 1886–1903
- 127. Gustaf Robert Lilienberg, jr 1887–1911
- 128. Nils Henrik (Vult) von Steyern, jr 1888–1889
- 129. Carl Gustaf Hammarskjöld, jr 1888–1898
- 130. Ernst Axel Westman, jr 1889–1891
- 131. Eskilander Thomasson, jr 1889–1891
- 132. Wilhelm Huss, jr 1889–1908
- 133. Karl Gustaf Carlson, jr 1889–1917
- 134. Ivar Afzelius, jr 1891–1902
- 135. Paul Gustaf Waldemar Isberg, jr 1891–1896
- 136. Karl Georg Lindbäck, jr 1892–1916
- 137. Nils Claëson, jr 1892–1898 samt 1902–1910
- 138. Carl Rutger Theodor Wijkander, jr 1893–1908
- 139. Gustaf Albert Petersson, jr 1896–1905 samt 1905–1906
- 140. Axel Ferdinand Thollander, jr 1897–1909
- 141. Carl Abraham Hellström, jr 1897–1905
- 142. Herman Billing, jr 1897–1917
- 143. Hugo Erik Mauritz Bohman, jr 1897–1922
- 144. Johan Olof Ramstedt, jr 1898–1902 samt 1905–1909
- 145. Hjalmar Georg Westring, jr 1898–1901 samt 1905–1909
- 146. Carl Edvard Cassel, jr 1898–1909
- 147. Ernst Wilhelm Grefberg, jr 1898–1915

### Justitieråd från och med 1900
- 148. Eberhard Quensel, jr 1902–1925
- 149. Karl Fredrik Silverstolpe, jr 1902–1921
- 150. Erik Marks von Würtemberg, jr 1903–1920
- 151. Johan Edvard Petrén, jr 1905–1930
- 152. Ernst Trygger, jr 1905–1907
- 153. Carl Hederstierna, jr 1905–1906 samt 1915–1916
- 154. Emil Sundberg, jr 1906–1933
- 155. Johannes Hellner, jr 1906–1907
- 156. Axel Borgström, jr 1907–1915 samt 1917–1932
- 157. Åke Thomasson, jr 1907 samt 1909–1929
- 158. Sigfrid Adalvard Skarstedt, jr 1908–1937
- 159. Otto Bergman, jr 1908–1932
- 160. Edvin Gullstrand, jr 1908–1929
- 161. Anshelm Berglöf, jr 1908–1923
- 162. Louis Améen, jr 1909–1926
- 163. Gustaf Carlson, jr 1909–1931
- 165. Wilhelm Sjögren, jr 1909–1918
- 166. Pehr von Seth, jr 1909–1937
- 167. Arvid Svedelius, jr 1909–1935
- 168. Carl Christiansson, jr 1910–1936
- 169. Vilhelm Dyberg, jr 1910–1930
- 170. Bo Leijonhufvud, jr 1911–1938
- 171. Birger Wedberg, jr 1913–1939
- 172. Tore Almén, jr 1915–1918
- 173. Erik Molin, jr 1916–1938
- 174. Axel Edelstam, jr 1916–1942
- 175. Steno Stenberg, jr 1917–1939
- 176. Gustaf Appelberg, jr 1919–1938
- 177. Albert Kôersner, jr 1918–1929

### Justitieråd från och med 1920
- 178. Karl-Henrik Högstedt, jr 1921–1929
- 179. Nils Alexanderson, jr 1922–1944
- 180. Karl Tiselius, jr 1923–1930
- 181. Birger Ekeberg, jr 1925–1927
- 182. Einar Stenbeck, jr 1926–1933 samt 1941–1948, HD:s ordförande 1948
- 183. Rudolf Eklund, jr 1927–1940
- 184. Natanael Gärde, jr 1930–1945
- 185. Arthur Lindhagen, jr 1929–1931
- 186. Erik Geijer, jr 1929–1950
- 187. Hans Forsberg, jr 1929–1948
- 188. Sven Lawski, jr 1930–1948
- 189. Gustaf Grefberg, jr 1930–1947
- 190. Algot Bagge, jr 1930–1943
- 191. Nils Vult von Steyern, jr 1930–1946
- 192. Hilding Forssman, jr 1931–1953
- 193. Emil Sandström, jr 1931–1933 samt 1935–1943
- 194. Axel Afzelius, jr 1932–1952, HD:s ordförande 1948–1952
- 195. John Alsén, jr 1932–1955
- 196. Sven Bellinder, jr 1933–1949
- 197. Harry Guldberg, jr 1933–1950
- 198. Erik Lind, jr 1933–1955
- 199. Ragnar Gyllenswärd, jr 1935–1958, HD:s ordförande 1952–1958
- 200. Fritz Sterzel, jr 1935–1955
- 201. Hugo Ericsson, jr 1935–1960
- 202. Seve Ekberg, jr 1936–1954
- 203. Ragnar Petré, jr 1938–1943
- 204. Per Santesson, jr 1939–1957
- 205. Gunnar Dahlman, jr 1939–1949
- 206. Knut Nissen, jr 1939–1960

### Justitieråd från och med 1940
- 207. Tore Strandberg, jr 1942–1957
- 208. Carl Gustaf Hellquist, jr 1943–1963, HD:s ordförande 1958–1963
- 209. Johan Hagander, jr 1943–1947
- 210. Nils Ljunggren, jr 1944–1960
- 211. Halvar Lech, jr 1944–1961
- 212. Hjalmar Karlgren, jr 1946–1964
- 213. Gösta Walin, jr 1947–1960
- 214. Nils Beckman, jr 1947–1969, ordförande för HD 1963–1969
- 215. Jochum Sjöwall, jr 1948–1958 samt 1967–1975
- 216. Nils Regner, jr 1948–1969
- 217. Gösta Lind, jr 1948–1965
- 218. Ingvar Lindell, jr 1949–1951
- 219. Erik Söderlund, jr 1950–1966
- 220. Sven Romanus, jr 1951–1973, HD:s ordförande 1969–1973
- 221. Erik Hagbergh, jr 1951–1967
- 222. Herved af Trolle, jr 1951–1966
- 223. Erik Tammelin, jr 1952–1963
- 224. Sven Edling, jr 1953–1975, HD:s ordförande 1973–1975
- 225. Hugo Digman, jr 1954–1972
- 226. Gunnar Bomgren, jr 1955–1969
- 227. Torkel Nordström, jr 1955–1977
- 228. Sigurd Dennemark, jr 1955–1965
- 229. Yngve Söderlund, jr 1957–1969
- 230. Otto Petrén, jr 1957–1979, HD:s ordförande 1975–1979
- 231. Erik Hedfeldt, jr 1958–1975
- 232. Olof Riben, jr 1959–1972

### Justitieråd från och med 1960
- 233. Arne Brunnberg, jr 1960–1976
- 234. Bertil Alexanderson, jr 1960–1979
- 235. Erland Conradi, jr 1960–1979
- 236. Nils Joachimsson, jr 1960–1974
- 237. Per Bergsten, jr 1961–1978
- 238. Björn Bernhard, jr 1963–1981
- 239. Bengt Hult, jr 1963 samt 1973–1984, HD:s ordförande 1979–1984
- 240. Peter Westerlind, jr 1964–1970 samt 1980–1984
- 241. Johan Gyllensvärd, jr 1964–1983
- 242. Torwald Hesser, jr 1965–1984
- 243. Carl Holmberg, jr 1965–1986, HD:s ordförande 1984–1986
- 244. Bengt Lännergren, jr 1966–67
- 245. Manne Walberg, jr 1966–1979
- 246. Ulf Lundvik, jr 1966–68
- 247. Lennart Fredlund, jr 1968–1984
- 248. Ingrid Gärde Widemar, jr 1968–1977 (Sveriges första kvinnliga HD-domare)
- 249. Olle Höglund, jr 1968–1990, HD:s ordförande 1986–1990
- 250. Leif Brundin, jr 1968–1988
- 251. Ingemar Ulveson, jr 1969–1983
- 252. Nils Mannerfelt, jr 1969–1989
- 253. Lars Welamson, jr 1970–1988
- 254. Erik Nyman, jr 1973–1987
- 255. Henrik Hessler, jr 1973–1983
- 256. Hans Stark, jr 1973 samt 1986–1987
- 257. Ulf K. Nordenson, jr 1974–1983
- 258. Sven Nyman, jr 1975–1992, HD:s ordförande 1990–1992
- 259. Anders Knutsson, jr 1975–1998, HD:s ordförande 1992–1998
- 260. Lennart Persson, jr 1976–1989
- 261. Staffan Vängby, jr 1977–1997
- 262. Böret Palm, jr 1977–1992
- 263. Bertil Bengtsson, jr 1977–1993
- 263. Gunnar Ehrner, jr 1977–1987
- 264. Jan Ljungar, jr 1978–1979
- 265. Bengt Rydin, jr 1979–1992
- 266. Tor Sverne, jr 1979–1980
- 267. Per Jermsten, jr 1979–1996
- 268. Fredrik Sterzel, jr 1979–1980 samt 1987–1994

### Justitieråd från och med 1980
- 270. Jan Heuman, jr 1981–1995
- 271. Torkel Gregow, jr 1981–2002, HD:s ordförande 1998–2002
- 272. Bo Broomé, jr 1983–1987
- 273. Ulf Gad, jr 1983–1986 samt 1988–1994
- 274. Staffan Magnusson, jr 1983–2003
- 275. Bertil Freyschuss, jr 1984–1996
- 276. Johan Lind, jr 1984–2000
- 277. Olof Bergqvist, jr 1984–1985
- 278. Lars K. Beckman, jr 1984–2003
- 279. Hans-Gunnar Solerud, jr 1986–1997
- 280. Inger Nyström, jr 1986–2003
- 281. Lars Å. Beckman, jr 1986–1998
- 282. Bo Svensson, jr 1987–2007, HD:s ordförande 2002–2007
- 283. Inga-Britt Törnell, jr 1987–1994
- 284. Johan Munck, jr 1987–2010, HD:s ordförande 2007–2010
- 285. Hans Danelius, jr 1988–2001
- 286. Bengt Lambe, jr 1989–1998
- 287. Edvard Nilsson, jr 1989–2001
- 288. Gertrud Lennander, jr 1992–2010
- 288. Ingegerd Westlander, jr 1993–2002
- 289. Leif Thorsson, jr 1993–2012
- 290. Göran Regner, jr 1995–2007
- 291. Ove Sköllerholm, jr 1996
- 292. Dag Victor, jr 1997–2011
- 293. Severin Blomstrand, jr 1997–2012
- 296. Marianne Lundius, jr 1998–2016, HD:s ordförande 2010–2016
- 294. Nina Pripp, jr 1998–2007
- 295. Torgny Håstad, jr 1998–2010

### Justitieråd i Högsta domstolen från och med 2000
Från 2011 har även domare i Högsta förvaltningsdomstolen (förutvarande Regeringsrätten) titeln justitieråd. Denna lista tar dock enbart upp justitieråd i Högsta domstolen – för justitieråd i Högsta förvaltningsdomstolen, se Lista över ledamöter av Högsta förvaltningsdomstolen (Sverige).
- 296. Lars Dahllöf, jr 2001–2009
- 297. Ann-Christine Lindeblad, jr 2002–2022
- 298. Ella Nyström, jr 2002–2017
- 299. Kerstin Calissendorff, jr 2003–2022
- 300. Fredrik Wersäll, jr 2003–2004
- 301. Per Virdesten, jr 2004–2013
- 302. Magnus Widebeck, jr 2004–2005
- 303. Anna Skarhed, jr 2005–2009
- 304. Gudmund Toijer, jr 2007–
- 305. Stefan Lindskog, jr 2008–2018, HD:s ordförande 2016–2018
- 306. Lena Moore, jr 2008–2016
- 307. Göran Lambertz, jr 2009–2017
- 308. Johnny Herre, jr 2010–2023
- 309. Agneta Bäcklund, jr 2010–
- 310. Ingemar Persson, jr 2010–
- 311. Martin Borgeke, jr 2011–2016
- 312. Svante O. Johansson, jr 2011–
- 313. Dag Mattsson, jr 2012–
- 314. Lars Edlund, jr 2012–2019
- 315. Anders Eka, jr 2013–, HD:s ordförande 2018–
- 316. Sten Andersson, jr 2016–2023
- 317. Stefan Johansson, jr 2016–
- 318. Mari Heidenborg, jr 2016–2018
- 319. Petter Asp, jr 2017–
- 320. Malin Bonthron, jr 2017–
- 321. Eric M. Runesson, jr 2018–
- 322. Stefan Reimer, jr 2019–
- 323. Cecilia Renfors, jr 2019–

### Justitieråd i Högsta domstolen från och med 2020
- 324. Johan Danelius, jr 2020–
- 325. Jonas Malmberg, jr 2022–
- 326. Christine Lager, jr 2022–
- 327. Anders Perklev, jr 2023–
- 328. Margareta Brattström, jr 2023–
- 329. Katrin Hollunger Wågnert, jr 2025–
- 330. Erik Sjöman (tillträder 1 september 2025)